# SummerSlam (2018)
Cet article concerne l'édition 2018 du pay-per-view SummerSlam. Pour toutes les autres éditions, voir SummerSlam.
L’édition 2018 de SummerSlam est un Premium Live Event de catch (lutte professionnelle) produit par la World Wrestling Entertainment, une fédération de catch américaine qui est télédiffusée, visible en paiement à la séance sur WWE Network et diffusée gratuitement sur la chaîne de télévision française AB1. L'événement a eu lieu le 19 août 2018 au Barclays Center à Brooklyn (New York). Il s'agit de la trente-et-unième édition de SummerSlam, pay-per-view annuel qui fait partie avec le Royal Rumble, WrestleMania et les Survivor Series du « Big Four » à savoir « les Quatre Grands ».

## Contexte
Les spectacles de la World Wrestling Entertainment (WWE) sont constitués de matchs aux résultats prédéterminés par les scénaristes de la WWE. Ces rencontres sont justifiées par des storylines – une rivalité avec un catcheur, la plupart du temps – ou par des qualifications survenues dans les shows de la WWE telles que Raw, SmackDown et NXT. Tous les catcheurs possèdent une gimmick, c'est-à-dire qu'ils incarnent un personnage gentil (Face) ou méchant (Heel), qui évolue au fil des rencontres. Un événement comme SummerSlam est donc un événement tournant pour les différentes storylines en cours,.

## Tableau des matchs
| Ordre par numéros | Résultat | Stipulation(s) | Temps |
| --- | --- | --- | ----- |
| 1P | Andrade "Cien" Almas et Zelina Vega battent Rusev et Lana                                                                         | Mixed Tag Team match | 07:00 |
| 2P | Cedric Alexander (c) bat Drew Gulak                                                                                               | Match simple pour le WWE Cruiserweight Championship                                                                                     | 10:15 |
| 3P | The B-Team (Curtis Axel et Bo Dallas) (c) battent The Revival (Dash Wilder et Scott Dawson)                                       | Tag Team match pour les WWE Raw Tag Team Championship                                                                                   | 06:15 |
| 4 | Seth Rollins (avec Dean Ambrose) bat Dolph Ziggler (c) (avec Drew McIntyre)                                                       | Match simple pour le WWE Intercontinental Championship                                                                                  | 22:00 |
| 5 | The New Day (Big E et Xavier Woods) (avec Kofi Kingston) battent The Bludgeon Brothers (Harper et Rowan) (c) par disqualification | Tag Team match pour les WWE SmackDown Tag Team Championship                                                                             | 09:45 |
| 6 | Braun Strowman bat Kevin Owens | Match simple pour la mallette Money in the Bank Si Braun Strowman perd, quelle que soit la manière, Kevin Owens remportera sa mallette. | 01:50 |
| 7 | Charlotte Flair bat Carmella (c) et Becky Lynch                                                                                   | Triple Threat match pour le WWE SmackDown Women's Championship                                                                          | 15:15 |
| 8 | Samoa Joe bat AJ Styles (c) par disqualification                                                                                  | Match simple pour le WWE Championship                                                                                                   | 22:45 |
| 9 | The Miz bat Daniel Bryan | Match simple | 23:30 |
| 10 | The Demon Finn Bálor bat Constable Baron Corbin                                                                                   | Match simple | 01:35 |
| 11 | Shinsuke Nakamura (c) bat Jeff Hardy                                                                                              | Match simple pour le WWE United States Championship                                                                                     | 11:00 |
| 12 | Ronda Rousey bat Alexa Bliss (c) par soumission                                                                                   | Match simple pour le WWE Raw Women's Championship                                                                                       | 04:00 |
| 13 | Roman Reigns bat Brock Lesnar (c)                                                                                                 | Match simple pour le WWE Universal Championship                                                                                         | 06:10 |
| La lettre C placée entre parenthèses désigne la personne ou l’équipe championne en titre. P – indique que le match a eu lieu lors du pré-show | | |       |